# Danh sách di sản văn hóa Tây Ban Nha được quan tâm ở tỉnh León
Danh sách di sản văn hóa Tây Ban Nha được quan tâm ở León (tỉnh).

## Các di sản liên quan đến nhiều thành phố
| Tên                                  | Dạng                              | Địa điểm                                                                          | Tọa độ                                        | Số hồ sơ tham khảo? | Ngày nhận danh hiệu? | Hình ảnh                                                      |
| ------------------------------------ | --------------------------------- | --------------------------------------------------------------------------------- | --------------------------------------------- | ------------------- | -------------------- | ------------------------------------------------------------- |
| Castro Bergidum                      | Di tích Yacimiento arqueológico   | Cacabelos và Villafranca del Bierzo Pieros và Valtuille de Abajo                  | 42°35′57″B 6°45′17″T / 42,599167°B 6,754722°T | RI-51-0000668       | 03-06-1931           | Castro Ventosa · Upload image                                 |
| Las Médulas                          | Khu khảo cổ                       | Borrenes, Carucedo và Puente de Domingo Flórez Las Médulas (Localidad) và Orellán |                                               | RI-55-0000548       | 28-05-1998           | Delimitación de entorno de Las Médulas · Upload image         |
| Đường hành hương Santiago Compostela | Lịch sử và nghệ thuật             | Municipios del Camino                                                             |                                               | RI-53-0000035-00008 | 05-09-1962           | El Camino de Santiago por la provincia de León · Upload image |
| Las Médulas                          | Di tích Explotación minera romana | Borrenes và Carucedo Orellán và Las Médulas (Localidad)                           | 42°28′09″B 6°46′14″T / 42,469167°B 6,770556°T | RI-51-0000667       | 03-06-1931           | Las Médulas · Upload image                                    |

## Các di sản theo thành phố

### A

#### Alija del Infantado
| Tên                 | Dạng                               | Địa điểm            | Tọa độ                                        | Số hồ sơ tham khảo? | Ngày nhận danh hiệu? | Hình ảnh     |
| ------------------- | ---------------------------------- | ------------------- | --------------------------------------------- | ------------------- | -------------------- | ------------ |
| Nhà thờ San Esteban | Di tích Kiến trúc tôn giáo Nhà thờ | Alija del Infantado | 42°08′28″B 5°50′12″T / 42,141111°B 5,836667°T | RI-51-0007204       | 06-05-1993           | Upload image |

#### Arganza
| Tên                     | Dạng                     | Địa điểm       | Tọa độ                                  | Số hồ sơ tham khảo? | Ngày nhận danh hiệu? | Hình ảnh                         |
| ----------------------- | ------------------------ | -------------- | --------------------------------------- | ------------------- | -------------------- | -------------------------------- |
| Cung điện Canedo (León) | Di tích Kiến trúc dân sự | Arganza Canedo | 42°38′42″B 6°42′18″T / 42,645°B 6,705°T | RI-51-0007413       | 03-11-1994           | Palacio de Canedo · Upload image |

#### Astorga, Tây Ban Nha
| Tên                         | Dạng                        | Địa điểm                                         | Tọa độ                                        | Số hồ sơ tham khảo? | Ngày nhận danh hiệu? | Hình ảnh                                                                   |
| --------------------------- | --------------------------- | ------------------------------------------------ | --------------------------------------------- | ------------------- | -------------------- | -------------------------------------------------------------------------- |
| Nhà thờ chính tòa Astorga   | Di tích Nhà thờ             | Astorga, Tây Ban Nha                             | 42°27′28″B 6°03′25″T / 42,457778°B 6,056944°T | RI-51-0000663       | 03-06-1931           | Iglesia Catedral de Santa María · Upload image                             |
| Astorga, Tây Ban Nha        | Nhóm di tích lich sử Ciudad | Astorga, Tây Ban Nha                             | 42°27′32″B 6°03′48″T / 42,458889°B 6,063333°T | RI-53-0000213       | 21-01-1978           | Conjunto histórico de Astorga · Upload image                               |
| Castrillo Polvazares        | Nhóm di tích lich sử Villa  | Astorga, Tây Ban Nha Castrillo de los Polvazares | 42°27′54″B 6°07′43″T / 42,465°B 6,128611°T    | RI-53-0000229       | 11-07-1980           | Conjunto histórico artístico de Castrillo de los Polvazares · Upload image |
| Astorga#Ayuntamiento        | Di tích                     | Astorga, Tây Ban Nha                             | 42°27′15″B 6°03′10″T / 42,454167°B 6,052778°T | RI-51-0007288       | 02-07-1992           | Ayuntamiento de Astorga · Upload image                                     |
| Cung điện Episcopal Astorga | Di tích                     | Astorga, Tây Ban Nha                             | 42°27′27″B 6°03′21″T / 42,4575°B 6,055833°T   | RI-51-0003827       | 24-07-1969           | Palacio Episcopal en Astorga · Upload image                                |
| Ergástula romana            | Di tích                     | Astorga, Tây Ban Nha                             | 42°45′41″B 6°05′24″T / 42,761389°B 6,09°T     | RI-51-0001235       | 18-05-1951           | Upload image                                                               |

### B

#### Balboa (León)
| Tên                           | Dạng            | Địa điểm      | Tọa độ                                        | Số hồ sơ tham khảo? | Ngày nhận danh hiệu? | Hình ảnh     |
| ----------------------------- | --------------- | ------------- | --------------------------------------------- | ------------------- | -------------------- | ------------ |
| Nhà thờ Santa Marina (Balboa) | Di tích Nhà thờ | Balboa (León) | 42°42′23″B 6°55′26″T / 42,706389°B 6,923889°T | RI-51-0007203       | 03-06-1993           | Upload image |

#### Bustillo del Páramo
| Tên                                | Dạng            | Địa điểm                                | Tọa độ                                        | Số hồ sơ tham khảo? | Ngày nhận danh hiệu? | Hình ảnh                                                 |
| ---------------------------------- | --------------- | --------------------------------------- | --------------------------------------------- | ------------------- | -------------------- | -------------------------------------------------------- |
| Nhà thờ parroquial Grisuela Páramo | Di tích Nhà thờ | Bustillo del Páramo Grisuela del Páramo | 42°24′46″B 5°47′10″T / 42,412778°B 5,786111°T | RI-51-0004194       | 17-11-1975           | Iglesia parroquial de Grisuela del Páramo · Upload image |

### C

#### Cacabelos
| Tên    | Dạng        | Địa điểm  | Tọa độ                                        | Số hồ sơ tham khảo? | Ngày nhận danh hiệu? | Hình ảnh     |
| ------ | ----------- | --------- | --------------------------------------------- | ------------------- | -------------------- | ------------ |
| Edrada | Khu khảo cổ | Cacabelos | 42°36′19″B 6°43′33″T / 42,605278°B 6,725833°T | RI-55-0000374       | 03-02-1994           | Upload image |

#### Candín
| Tên                        | Dạng            | Địa điểm       | Tọa độ                                        | Số hồ sơ tham khảo? | Ngày nhận danh hiệu? | Hình ảnh                          |
| -------------------------- | --------------- | -------------- | --------------------------------------------- | ------------------- | -------------------- | --------------------------------- |
| Sierra Ancares             | Khu vực lịch sử | Candín         | 42°49′00″B 6°43′00″T / 42,816667°B 6,716667°T | RI-54-0000035-00001 | 13-08-1971           | Sierra de Ancares · Upload image  |
| Nhà thờ parroquial Suarbol | Di tích Nhà thờ | Candín Suarbol | 42°52′01″B 6°51′05″T / 42,866944°B 6,851389°T | RI-51-0009051       | 29-02-1996           | Iglesia de Suarbol · Upload image |

#### Carracedelo
| Tên                           | Dạng            | Địa điểm                             | Tọa độ                                        | Số hồ sơ tham khảo? | Ngày nhận danh hiệu? | Hình ảnh                                                                        |
| ----------------------------- | --------------- | ------------------------------------ | --------------------------------------------- | ------------------- | -------------------- | ------------------------------------------------------------------------------- |
| Tu viện Santa María Carracedo | Di tích Tu viện | Carracedelo Carracedo del Monasterio | 42°34′15″B 6°43′53″T / 42,570833°B 6,731389°T | RI-51-0000341       | 09-11-1929           | Entorno de protección del monasterio de Santa María de Carracedo · Upload image |

#### Carrizo de la Ribera
| Tên                         | Dạng                               | Địa điểm             | Tọa độ                                        | Số hồ sơ tham khảo? | Ngày nhận danh hiệu? | Hình ảnh                                            |
| --------------------------- | ---------------------------------- | -------------------- | --------------------------------------------- | ------------------- | -------------------- | --------------------------------------------------- |
| Tu viện Santa María Carrizo | Di tích Kiến trúc tôn giáo Tu viện | Carrizo de la Ribera | 42°35′01″B 5°49′51″T / 42,583611°B 5,830833°T | RI-51-0003953       | 20-07-1974           | Monasterio de Santa María de Carrizo · Upload image |

#### Cebrones del Río
| Tên     | Dạng        | Địa điểm                              | Tọa độ                                        | Số hồ sơ tham khảo? | Ngày nhận danh hiệu? | Hình ảnh     |
| ------- | ----------- | ------------------------------------- | --------------------------------------------- | ------------------- | -------------------- | ------------ |
| Bedunia | Khu khảo cổ | Cebrones del Río San Martín de Torres | 42°16′08″B 5°50′55″T / 42,268889°B 5,848611°T | RI-55-0000416       | 12-01-1995           | Upload image |

#### Congosto
| Tên                       | Dạng            | Địa điểm                          | Tọa độ                                        | Số hồ sơ tham khảo? | Ngày nhận danh hiệu? | Hình ảnh                                              |
| ------------------------- | --------------- | --------------------------------- | --------------------------------------------- | ------------------- | -------------------- | ----------------------------------------------------- |
| Tu viện San Miguel Dueñas | Di tích Tu viện | Congosto San Miguel de las Dueñas | 42°34′59″B 6°31′24″T / 42,583056°B 6,523333°T | RI-51-0007265       | 04-06-1992           | Monasterio de San Miguel de las Dueñas · Upload image |

#### Corullón
| Tên                            | Dạng            | Địa điểm | Tọa độ                                        | Số hồ sơ tham khảo? | Ngày nhận danh hiệu? | Hình ảnh                              |
| ------------------------------ | --------------- | -------- | --------------------------------------------- | ------------------- | -------------------- | ------------------------------------- |
| Lâu đài Corullón               | Di tích Lâu đài | Corullón | 42°34′51″B 6°49′25″T / 42,580833°B 6,823611°T | RI-51-0009175       | 21-02-1996           | Castillo de Corullón · Upload image   |
| Nhà thờ San Esteban (Corullón) | Di tích Nhà thờ | Corullón | 42°34′40″B 6°49′09″T / 42,577778°B 6,819167°T | RI-51-0000680       | 03-06-1931           | Iglesia de San Esteban · Upload image |
| Nhà thờ San Miguel (Corullón)  | Di tích Nhà thờ | Corullón | 42°35′02″B 6°49′00″T / 42,583889°B 6,816667°T | RI-51-0000681       | 03-06-1931           | Iglesia de San Miguel · Upload image  |

#### Crémenes
| Tên                     | Dạng                       | Địa điểm             | Tọa độ                                        | Số hồ sơ tham khảo? | Ngày nhận danh hiệu? | Hình ảnh                                            |
| ----------------------- | -------------------------- | -------------------- | --------------------------------------------- | ------------------- | -------------------- | --------------------------------------------------- |
| Lois (León)             | Nhóm di tích lich sử Villa | Crémenes Lois (León) | 42°58′55″B 5°08′47″T / 42,981944°B 5,146389°T | RI-53-0000437       | 05-05-1994           | Conjunto histórico artístico de Lois · Upload image |
| Nhà thờ parroquial Lois | Di tích Nhà thờ            | Crémenes Lois (León) | 42°58′55″B 5°08′47″T / 42,981944°B 5,146389°T | RI-51-0007291       | 30-07-1992           | Iglesia de Lois · Upload image                      |

### G

#### Gradefes
| Tên                          | Dạng            | Địa điểm                                      | Tọa độ                                        | Số hồ sơ tham khảo? | Ngày nhận danh hiệu? | Hình ảnh                                                     |
| ---------------------------- | --------------- | --------------------------------------------- | --------------------------------------------- | ------------------- | -------------------- | ------------------------------------------------------------ |
| Tu viện San Miguel Escalada  | Di tích Tu viện | Gradefes Monasterio de San Miguel de Escalada | 42°34′16″B 5°18′10″T / 42,571111°B 5,302778°T | RI-51-0000052       | 28-02-1886           | Monasterio de San Miguel de Escalada · Upload image          |
| Tu viện Santa María Mayor    | Di tích Tu viện | Gradefes                                      | 42°37′31″B 5°13′33″T / 42,625278°B 5,225833°T | RI-51-0000300       | 28-11-1924           | Monasterio de Santa María la Mayor · Upload image            |
| Nhà thờ Asunción (Villarmún) | Di tích Nhà thờ | Gradefes Villarmún                            | 42°34′34″B 5°22′15″T / 42,576111°B 5,370833°T | RI-51-0004699       | 24-09-1982           | Iglesia de la Asunción · Upload image                        |
| Tu viện San Pedro Eslonza    | Di tích Tu viện | Gradefes Santa Olaja de Eslonza               | 42°35′06″B 5°21′16″T / 42,585°B 5,354444°T    | RI-51-0000682       | 03-06-1931           | Ruinas del monasterio de San Pedro de Eslonza · Upload image |

#### Grajal de Campos
| Tên                      | Dạng                       | Địa điểm         | Tọa độ                                        | Số hồ sơ tham khảo? | Ngày nhận danh hiệu? | Hình ảnh                                                        |
| ------------------------ | -------------------------- | ---------------- | --------------------------------------------- | ------------------- | -------------------- | --------------------------------------------------------------- |
| Grajal Campos            | Nhóm di tích lich sử Villa | Grajal de Campos | 42°19′15″B 5°01′14″T / 42,320833°B 5,020556°T | RI-53-0000646       | 22-11-2007           | Conjunto histórico artístico de Grajal de Campos · Upload image |
| Grajal Campos#Patrimonio | Di tích Lâu đài            | Grajal de Campos | 42°19′19″B 5°01′15″T / 42,321944°B 5,020833°T | RI-51-0000683       | 03-06-1931           | Castillo de Grajal de Campos · Upload image                     |
| Grajal Campos#Patrimonio | Di tích Cung điện          | Grajal de Campos | 42°19′15″B 5°01′10″T / 42,320833°B 5,019444°T | RI-51-0000684       | 03-06-1931           | Palacio de Grajal de Campos · Upload image                      |

### H

#### Hospital de Órbigo
| Tên          | Dạng                                      | Địa điểm           | Tọa độ                                        | Số hồ sơ tham khảo? | Ngày nhận danh hiệu? | Hình ảnh                        |
| ------------ | ----------------------------------------- | ------------------ | --------------------------------------------- | ------------------- | -------------------- | ------------------------------- |
| Paso honroso | Di tích Cầu medieval Thời gian: Thế kỷ 13 | Hospital de Órbigo | 42°46′40″B 6°28′26″T / 42,777778°B 6,473889°T | RI-51-0001102       | 24-10-1939           | Puente de Órbigo · Upload image |

### I

#### Igüeña
| Tên                                | Dạng                        | Địa điểm                                         | Tọa độ                                        | Số hồ sơ tham khảo? | Ngày nhận danh hiệu? | Hình ảnh                                                                       |
| ---------------------------------- | --------------------------- | ------------------------------------------------ | --------------------------------------------- | ------------------- | -------------------- | ------------------------------------------------------------------------------ |
| Colinas Campo Martín Moro Toledano | Lịch sử và nghệ thuật Villa | Igüeña Colinas del Campo de Martín Moro Toledano | 42°46′07″B 6°17′30″T / 42,768611°B 6,291667°T | RI-53-0000406       | 10-11-1994           | Conjunto histórico de Colinas del Campo de Martín Moro Toledano · Upload image |

### L

#### La Pola de Gordón
| Tên            | Dạng            | Địa điểm                            | Tọa độ                                        | Số hồ sơ tham khảo? | Ngày nhận danh hiệu? | Hình ảnh                                 |
| -------------- | --------------- | ----------------------------------- | --------------------------------------------- | ------------------- | -------------------- | ---------------------------------------- |
| Mộ Buen Suceso | Di tích Nhà thờ | La Pola de Gordón Huergas de Gordón | 42°49′52″B 5°39′14″T / 42,831111°B 5,653889°T | RI-51-0004865       | 27-04-1983           | Santuario del Buen Suceso · Upload image |

#### La Vecilla
| Tên               | Dạng                                                | Địa điểm   | Tọa độ                                        | Số hồ sơ tham khảo? | Ngày nhận danh hiệu? | Hình ảnh     |
| ----------------- | --------------------------------------------------- | ---------- | --------------------------------------------- | ------------------- | -------------------- | ------------ |
| Tháp canh Vecilla | Nhóm di tích lich sử Nhóm di tích lịch sử-artístico | La Vecilla | 42°50′54″B 5°24′21″T / 42,848333°B 5,405833°T | RI-53-0000464       | 10-02-1994           | Upload image |

#### León, Tây Ban Nha
| Tên                                          | Dạng                                                                   | Địa điểm          | Tọa độ                                        | Số hồ sơ tham khảo? | Ngày nhận danh hiệu? | Hình ảnh                                                                   |
| -------------------------------------------- | ---------------------------------------------------------------------- | ----------------- | --------------------------------------------- | ------------------- | -------------------- | -------------------------------------------------------------------------- |
| Lưu trữ lịch sử Provincial León              | Lưu trữ                                                                | León              | 42°36′08″B 5°34′11″T / 42,602222°B 5,569722°T | RI-AR-0000035       | 10-11-1997           | Archivo Histórico Provincial de León · Upload image                        |
| Nhà thờ León                                 | Di tích Kiến trúc tôn giáo Kiểu: Kiến trúc Gothic Thời gian: Thế kỷ 13 | León              | 42°35′58″B 5°33′59″T / 42,599444°B 5,566389°T | RI-51-0000001       | 28-08-1844           | Catedral de Santa María · Upload image                                     |
| Bảo tàng León                                | Di tích                                                                | León, Tây Ban Nha | 42°36′07″B 5°34′53″T / 42,601944°B 5,581389°T | RI-51-0001368       | 01-03-1962           | Museo Arqueológico Provincial · Upload image                               |
| Cung điện Guzmanes                           | Di tích                                                                | León, Tây Ban Nha | 42°35′54″B 5°34′12″T / 42,598333°B 5,57°T     | RI-51-0001450       | 16-05-1963           | Palacio de los Guzmanes · Upload image                                     |
| Tu viện San Marcos (León)                    | Di tích Tu viện                                                        | León, Tây Ban Nha | 42°36′05″B 5°34′55″T / 42,601389°B 5,581944°T | RI-51-0000002       | 24-09-1845           | Ex-convento de San Marcos · Upload image                                   |
| Vương cung thánh đường San Isidoro León      | Di tích Nhà thờ                                                        | León, Tây Ban Nha | 42°36′36″B 5°34′15″T / 42,61°B 5,570833°T     | RI-51-0000098       | 09-02-1910           | Colegiata de San Isidoro · Upload image                                    |
| Tường thành León                             | Di tích Tường thành                                                    | León, Tây Ban Nha | 42°36′09″B 5°34′11″T / 42,6025°B 5,569722°T   | RI-51-0000664       | 03-06-1931           | Murallas de León · Upload image                                            |
| Cung điện Conde Luna                         | Di tích Cung điện                                                      | León, Tây Ban Nha | 42°35′49″B 5°34′09″T / 42,596944°B 5,569167°T | RI-51-0000665       | 03-06-1931           | Palacio del Conde Luna · Upload image                                      |
| Thư viện León                                | Thư viện                                                               | León, Tây Ban Nha | 42°35′43″B 5°34′18″T / 42,595278°B 5,571667°T | RI-BI-0000018       | 25-06-1985           | Biblioteca Pública del Estado · Upload image                               |
| León, Tây Ban Nha                            | Nhóm di tích lich sử Ciudad                                            | León, Tây Ban Nha | 42°35′59″B 5°34′18″T / 42,599722°B 5,571667°T | RI-53-0000033       | 05-09-1962           | Zonas artísticas de la Capital · Upload image                              |
| Tòa nhà neomudéjar                           | Di tích Kiến trúc dân sự                                               | León              | 42°35′54″B 5°34′33″T / 42,598333°B 5,575833°T | RI-51-0009338       | 04-12-1997           | Edificio neomudéjar · Upload image                                         |
| Tòa nhà neomudéjar ở calle Alcázar Toledo 11 | Di tích Kiến trúc dân sự                                               | León              | 42°35′54″B 5°34′33″T / 42,598333°B 5,575833°T | RI-51-0009339       | 04-12-1997           | Edificio neomudéjar en la calle Alcázar de Toledo 11 · Upload image        |
| Nhà thờ San Salvador Palat Rey               | Di tích Nhà thờ                                                        | León, Tây Ban Nha | 42°35′51″B 5°34′05″T / 42,5975°B 5,568056°T   | RI-51-0001073       | 13-11-1931           | Iglesia de San Salvador de Palat del Rey · Upload image                    |
| Nhà Botines                                  | Di tích                                                                | León, Tây Ban Nha | 42°35′53″B 5°34′14″T / 42,598056°B 5,570556°T | RI-51-0003826       | 24-07-1969           | Casa Botines · Upload image                                                |
| León (España)#Otros monumentos               | Di tích Nhà thờ                                                        | León, Tây Ban Nha | 42°35′41″B 5°34′08″T / 42,594722°B 5,568889°T | RI-51-0003917       | 28-09-1973           | Iglesia de Nuestra Señora del Mercado · Upload image                       |
| León (España)#Otros monumentos               | Di tích                                                                | León, Tây Ban Nha | 42°36′00″B 5°34′05″T / 42,6°B 5,568056°T      | RI-51-0004842       | 30-03-1983           | Palacio románico en el recinto del colegio Santa Teresa · Upload image     |
| Fábrica Abelló                               | Di tích                                                                | León, Tây Ban Nha | 42°35′54″B 5°35′00″T / 42,598333°B 5,583333°T | RI-51-0006910       | 17-10-1991           | Fábrica de productos químicos Abelló · Upload image                        |
| León, Tây Ban Nha                            | Di tích                                                                | León, Tây Ban Nha | 42°35′44″B 5°34′08″T / 42,595556°B 5,568889°T | RI-51-0007290       | 02-07-1992           | Casa-palacio · Upload image                                                |
| León (España)#Otros monumentos               | Di tích                                                                | León, Tây Ban Nha | 42°35′49″B 5°34′04″T / 42,5969°B 5,567889°T   | RI-51-0007292       | 06-08-1992           | Fachada a la plaza San Martín de la Casa de las Carnicerías · Upload image |

### M

#### Mansilla de las Mulas
| Tên                     | Dạng                                    | Địa điểm              | Tọa độ                                        | Số hồ sơ tham khảo? | Ngày nhận danh hiệu? | Hình ảnh                                                   |
| ----------------------- | --------------------------------------- | --------------------- | --------------------------------------------- | ------------------- | -------------------- | ---------------------------------------------------------- |
| Mansilla Mulas#Murallas | Di tích Kiến trúc phòng thủ Tường thành | Mansilla de las Mulas | 42°29′50″B 5°24′58″T / 42,497222°B 5,416111°T | RI-51-0000679       | 03-06-1931           | Recinto amurallado de Mansilla de las Mulas · Upload image |

#### Mansilla Mayor
| Tên                          | Dạng            | Địa điểm                              | Tọa độ                                        | Số hồ sơ tham khảo? | Ngày nhận danh hiệu? | Hình ảnh                                             |
| ---------------------------- | --------------- | ------------------------------------- | --------------------------------------------- | ------------------- | -------------------- | ---------------------------------------------------- |
| Tu viện Santa María Sandoval | Di tích Tu viện | Mansilla Mayor Villaverde de Sandoval | 42°29′57″B 5°27′33″T / 42,499167°B 5,459167°T | RI-51-0000677       | 03-06-1931           | Monasterio de Santa María de Sandoval · Upload image |
| Lancia (ciudad)              | Khu khảo cổ     | Mansilla Mayor và Villasabariego      | 42°31′48″B 5°25′52″T / 42,53°B 5,431111°T     | RI-55-0000450       | 03-11-1994           | Antigua ciudad de Lancia · Upload image              |

### P

#### Pajares de los Oteros
| Tên                         | Dạng                               | Địa điểm                                     | Tọa độ                                        | Số hồ sơ tham khảo? | Ngày nhận danh hiệu? | Hình ảnh                                         |
| --------------------------- | ---------------------------------- | -------------------------------------------- | --------------------------------------------- | ------------------- | -------------------- | ------------------------------------------------ |
| Nhà thờ parroquial Asunción | Di tích Kiến trúc tôn giáo Nhà thờ | Pajares de los Oteros Valdesaz de los Oteros | 42°19′23″B 5°25′38″T / 42,323056°B 5,427222°T | RI-51-0004563       | 15-01-1982           | Iglesia parroquial de la Asunción · Upload image |

#### Peranzanes
| Tên          | Dạng        | Địa điểm         | Tọa độ                                        | Số hồ sơ tham khảo? | Ngày nhận danh hiệu? | Hình ảnh                       |
| ------------ | ----------- | ---------------- | --------------------------------------------- | ------------------- | -------------------- | ------------------------------ |
| Castro Chano | Khu khảo cổ | Peranzanes Chano | 42°53′20″B 6°40′40″T / 42,888889°B 6,677778°T | RI-55-0000427       | 24-11-1994           | Castro de Chano · Upload image |

#### Ponferrada
| Tên                                    | Dạng                       | Địa điểm                                   | Tọa độ                                        | Số hồ sơ tham khảo? | Ngày nhận danh hiệu? | Hình ảnh                                                  |
| -------------------------------------- | -------------------------- | ------------------------------------------ | --------------------------------------------- | ------------------- | -------------------- | --------------------------------------------------------- |
| Lâu đài Ponferrada                     | Di tích Lâu đài            | Ponferrada                                 | 42°32′38″B 6°35′37″T / 42,543889°B 6,593611°T | RI-51-0000264       | 07-02-1924           | Castillo de Ponferrada · Upload image                     |
| Nhà thờ Santiago Peñalba               | Di tích Nhà thờ            | Ponferrada Peñalba de Santiago             | 42°25′38″B 6°32′26″T / 42,427222°B 6,540556°T | RI-51-0000669       | 03-06-1931           | Iglesia de Santiago de Peñalba · Upload image             |
| Tu viện San Pedro Montes               | Di tích Tu viện            | Ponferrada Montes de Valdueza              | 42°26′46″B 6°34′14″T / 42,446111°B 6,570556°T | RI-51-0000670       | 03-06-1931           | Monasterio de San Pedro de Montes · Upload image          |
| Nhà thờ Santo Tomás Ollas              | Di tích Nhà thờ            | Ponferrada Santo Tomás de las Ollas (León) | 42°33′17″B 6°34′46″T / 42,554722°B 6,579444°T | RI-51-0000671       | 03-06-1931           | Iglesia de Santo Tomás de las Ollas · Upload image        |
| Peñalba Santiago                       | Nhóm di tích lich sử Villa | Ponferrada Peñalba de Santiago             | 42°25′34″B 6°32′17″T / 42,426111°B 6,538056°T | RI-53-0000250       | 26-06-2008           | Conjunto etnológico de Peñalba de Santiago · Upload image |
| Tebaida leonesa                        | Khu vực lịch sử            | Ponferrada                                 | 42°26′00″B 6°33′00″T / 42,433333°B 6,55°T     | RI-54-0000028       | 06-06-1969           | Tebaida leonesa · Upload image                            |
| Peñalba Santiago                       | Khu vực lịch sử            | Ponferrada Peñalba de Santiago             | 42°25′34″B 6°32′17″T / 42,426111°B 6,538056°T | RI-54-0000250       | 26-06-2008           | Conjunto etnológico de Peñalba de Santiago · Upload image |
| Dehesas (León)#Monumentos              | Di tích Nhà thờ            | Ponferrada Dehesas (León)                  | 42°31′05″B 6°41′44″T / 42,518056°B 6,695556°T | RI-51-0007289       | 02-07-1992           | Upload image                                              |
| Nhà thờ Asunción (Villanueva Valdueza) | Di tích Nhà thờ            | Ponferrada Villanueva de Valdueza          | 42°29′23″B 6°35′03″T / 42,489722°B 6,584167°T | RI-51-0008270       | 24-06-1993           | Upload image                                              |
| Nhà thờ San Martín (Salas Barrios)     | Di tích Nhà thờ            | Ponferrada Salas de los Barrios            | 42°30′46″B 6°32′41″T / 42,512778°B 6,544722°T | RI-51-0004213       | 06-02-1976           | Upload image                                              |
| Nhà thờ Santa María Vizbayo            | Di tích Nhà thờ            | Ponferrada Otero de Ponferrada             | 42°32′14″B 6°35′40″T / 42,537222°B 6,594444°T | RI-51-0004601       | 26-02-1982           | Iglesia de Santa María de Vizbayo · Upload image          |
| Herrería Compludo                      | Di tích                    | Ponferrada Compludo                        | 42°28′35″B 6°27′50″T / 42,476389°B 6,463889°T | RI-51-0003797       | 06-06-1968           | Upload image                                              |

### Q

#### Quintana del Marco
| Tên                       | Dạng        | Địa điểm           | Tọa độ                                        | Số hồ sơ tham khảo? | Ngày nhận danh hiệu? | Hình ảnh     |
| ------------------------- | ----------- | ------------------ | --------------------------------------------- | ------------------- | -------------------- | ------------ |
| Villa romana Los Villares | Khu khảo cổ | Quintana del Marco | 42°13′13″B 5°49′35″T / 42,220278°B 5,826389°T | RI-55-0000426       | 22-04-1996           | Upload image |

### S

#### Sabero
| Tên                                             | Dạng    | Địa điểm | Tọa độ                                        | Số hồ sơ tham khảo? | Ngày nhận danh hiệu? | Hình ảnh                                             |
| ----------------------------------------------- | ------- | -------- | --------------------------------------------- | ------------------- | -------------------- | ---------------------------------------------------- |
| Bảo tàng Siderurgia và Minería Castilla và León | Di tích | Sabero   | 42°50′17″B 5°09′13″T / 42,838056°B 5,153611°T | RI-51-0007185       | 26-12-1991           | Plaza cerrada y restos del Alto Horno · Upload image |

#### Sahagún, León
| Tên                               | Dạng            | Địa điểm                                        | Tọa độ                                        | Số hồ sơ tham khảo? | Ngày nhận danh hiệu? | Hình ảnh                                             |
| --------------------------------- | --------------- | ----------------------------------------------- | --------------------------------------------- | ------------------- | -------------------- | ---------------------------------------------------- |
| Tu viện Real San Benito (Sahagún) | Di tích Tu viện | Sahagún, León                                   | 42°22′15″B 5°01′59″T / 42,370833°B 5,033056°T | RI-51-0000672       | 03-06-1931           | Ruinas del Monasterio de Sahagún · Upload image      |
| Nhà thờ San Tirso (Sahagún)       | Di tích Nhà thờ | Sahagún, León                                   | 42°22′15″B 5°01′57″T / 42,370833°B 5,0325°T   | RI-51-0000673       | 03-06-1931           | Iglesia de San Tirso · Upload image                  |
| Nhà thờ San Lorenzo (Sahagún)     | Di tích Nhà thờ | Sahagún, León                                   | 42°22′22″B 5°01′48″T / 42,372778°B 5,03°T     | RI-51-0000674       | 03-06-1931           | Iglesia de San Lorenzo · Upload image                |
| Nhà thờ Peregrina (Sahagún)       | Di tích Nhà thờ | Sahagún, León                                   | 42°22′04″B 5°01′56″T / 42,367778°B 5,032222°T | RI-51-0000675       | 03-06-1931           | Iglesia de la Peregrina · Upload image               |
| Tu viện San Pedro Dueñas          | Di tích Tu viện | Sahagún, León San Pedro de las Dueñas (Sahagún) | 42°19′51″B 5°03′00″T / 42,330833°B 5,05°T     | RI-51-0000676       | 03-06-1931           | Monasterio de San Pedro de las Dueñas · Upload image |

#### San Emiliano
| Tên                                   | Dạng                       | Địa điểm             | Tọa độ                                        | Số hồ sơ tham khảo? | Ngày nhận danh hiệu? | Hình ảnh     |
| ------------------------------------- | -------------------------- | -------------------- | --------------------------------------------- | ------------------- | -------------------- | ------------ |
| Quảng trường và entorno Riolago Babia | Nhóm di tích lich sử Villa | San Emiliano Riolago | 42°56′54″B 6°04′28″T / 42,948333°B 6,074444°T | RI-53-0000393       | 05-10-1995           | Upload image |

#### Santa Colomba de Somoza
| Tên                               | Dạng            | Địa điểm                                   | Tọa độ                                        | Số hồ sơ tham khảo? | Ngày nhận danh hiệu? | Hình ảnh                                         |
| --------------------------------- | --------------- | ------------------------------------------ | --------------------------------------------- | ------------------- | -------------------- | ------------------------------------------------ |
| Nhà thờ Asunción (Rabanal Camino) | Di tích Nhà thờ | Santa Colomba de Somoza Rabanal del Camino | 42°28′56″B 6°17′05″T / 42,482222°B 6,284722°T | RI-51-0004707       | 01-10-1982           | Iglesia parroquial de la Asunción · Upload image |

#### Santa María de Ordás
| Tên                              | Dạng            | Địa điểm                              | Tọa độ                                        | Số hồ sơ tham khảo? | Ngày nhận danh hiệu? | Hình ảnh     |
| -------------------------------- | --------------- | ------------------------------------- | --------------------------------------------- | ------------------- | -------------------- | ------------ |
| Nhà thờ parroquial Callejo Ordás | Di tích Nhà thờ | Santa María de Ordás Callejo de Ordás | 42°43′45″B 5°50′25″T / 42,729167°B 5,840278°T | RI-51-0008316       | 01-09-1994           | Upload image |

#### Santiago Millas
| Tên             | Dạng                       | Địa điểm        | Tọa độ                                        | Số hồ sơ tham khảo? | Ngày nhận danh hiệu? | Hình ảnh                                             |
| --------------- | -------------------------- | --------------- | --------------------------------------------- | ------------------- | -------------------- | ---------------------------------------------------- |
| Santiago Millas | Nhóm di tích lich sử Villa | Santiago Millas | 42°22′56″B 6°06′20″T / 42,382222°B 6,105556°T | RI-53-0000506       | 01-10-1999           | Conjunto histórico de Santiago Millas · Upload image |

#### Soto de la Vega
| Tên                        | Dạng            | Địa điểm                                 | Tọa độ                                   | Số hồ sơ tham khảo? | Ngày nhận danh hiệu? | Hình ảnh     |
| -------------------------- | --------------- | ---------------------------------------- | ---------------------------------------- | ------------------- | -------------------- | ------------ |
| Nhà thờ Santa Colomba Vega | Di tích Nhà thờ | Soto de la Vega Santa Colomba de la Vega | 42°32′33″B 6°31′30″T / 42,5425°B 6,525°T | RI-51-0001130       | 27-07-1943           | Upload image |

### V

#### Valderas
| Tên      | Dạng                       | Địa điểm | Tọa độ                                    | Số hồ sơ tham khảo? | Ngày nhận danh hiệu? | Hình ảnh                                                |
| -------- | -------------------------- | -------- | ----------------------------------------- | ------------------- | -------------------- | ------------------------------------------------------- |
| Valderas | Nhóm di tích lich sử Villa | Valderas | 42°04′39″B 5°26′33″T / 42,0775°B 5,4425°T | RI-53-0000380       | 26-06-2008           | Conjunto histórico artístico de Valderas · Upload image |

#### Valderrueda
| Tên                | Dạng                               | Địa điểm                          | Tọa độ                                        | Số hồ sơ tham khảo? | Ngày nhận danh hiệu? | Hình ảnh                                            |
| ------------------ | ---------------------------------- | --------------------------------- | --------------------------------------------- | ------------------- | -------------------- | --------------------------------------------------- |
| Nhà thờ San Martín | Di tích Kiến trúc tôn giáo Nhà thờ | Valderrueda                       | 42°48′57″B 4°56′50″T / 42,815833°B 4,947222°T | RI-51-0004800       | 02-02-1983           | Upload image                                        |
| Mộ Virgen Velilla  | Di tích Kiến trúc tôn giáo Nhà thờ | Valderrueda La Mata de Monteagudo | 42°50′07″B 5°02′27″T / 42,835278°B 5,040833°T | RI-51-0004675       | 24-07-1982           | Santuario de la Virgen de la Velilla · Upload image |

#### Valencia de Don Juan
| Tên                       | Dạng            | Địa điểm             | Tọa độ                                    | Số hồ sơ tham khảo? | Ngày nhận danh hiệu? | Hình ảnh                                        |
| ------------------------- | --------------- | -------------------- | ----------------------------------------- | ------------------- | -------------------- | ----------------------------------------------- |
| Lâu đài Valencia Don Juan | Di tích Lâu đài | Valencia de Don Juan | 42°17′24″B 5°31′19″T / 42,29°B 5,521944°T | RI-51-0000686       | 03-06-1931           | Castillo de Valencia de Don Juan · Upload image |

#### Vega de Espinareda
| Tên                          | Dạng            | Địa điểm           | Tọa độ                                        | Số hồ sơ tham khảo? | Ngày nhận danh hiệu? | Hình ảnh                                |
| ---------------------------- | --------------- | ------------------ | --------------------------------------------- | ------------------- | -------------------- | --------------------------------------- |
| Abadía San Andrés Espinareda | Di tích Tu viện | Vega de Espinareda | 42°43′19″B 6°39′24″T / 42,721944°B 6,656667°T | RI-51-0004676       | 24-07-1982           | Monasterio de San Andrés · Upload image |

#### Villablino
| Tên                                 | Dạng            | Địa điểm                     | Tọa độ                                        | Số hồ sơ tham khảo? | Ngày nhận danh hiệu? | Hình ảnh                             |
| ----------------------------------- | --------------- | ---------------------------- | --------------------------------------------- | ------------------- | -------------------- | ------------------------------------ |
| Nhà thờ San Julián (Robles Laciana) | Di tích Nhà thờ | Villablino Robles de Laciana | 42°56′26″B 6°16′31″T / 42,940556°B 6,275278°T | RI-51-0008673       | 24-11-1994           | Iglesia de San Julián · Upload image |

#### Villafranca del Bierzo
| Tên                                             | Dạng                       | Địa điểm                              | Tọa độ                                        | Số hồ sơ tham khảo? | Ngày nhận danh hiệu? | Hình ảnh                                                                       |
| ----------------------------------------------- | -------------------------- | ------------------------------------- | --------------------------------------------- | ------------------- | -------------------- | ------------------------------------------------------------------------------ |
| Campo Agua                                      | Nhóm di tích lich sử Villa | Villafranca del Bierzo Campo del Agua | 42°46′29″B 6°49′24″T / 42,774722°B 6,823333°T | RI-53-0000556       | 04-04-2008           | Campo del Agua, El Regueiral y Las Valiñas · Upload image                      |
| Villafranca Bierzo                              | Nhóm di tích lich sử Villa | Villafranca del Bierzo                | 42°36′27″B 6°48′27″T / 42,6075°B 6,8075°T     | RI-53-0000061       | 20-05-1965           | Conjunto histórico de la zona antigua de Villafranca del Bierzo · Upload image |
| Colegiata Santa María (Villafranca Bierzo)      | Di tích Nhà thờ            | Villafranca del Bierzo                | 42°36′34″B 6°48′32″T / 42,609444°B 6,808889°T | RI-51-0010483       | 27-04-2000           | Colegiata Santa María · Upload image                                           |
| Nhà thờ San Nicolás (Villafranca Bierzo)        | Di tích Nhà thờ            | Villafranca del Bierzo                | 42°36′27″B 6°48′29″T / 42,6075°B 6,808056°T   | RI-51-0012252       | 30-09-2008           | Iglesia y convento de San Nicolás · Upload image                               |
| Nhà thờ San Francisco Asís (Villafranca Bierzo) | Di tích Nhà thờ            | Villafranca del Bierzo                | 42°36′20″B 6°48′31″T / 42,605556°B 6,808611°T | RI-51-0007060       | 07-04-1993           | Iglesia de San Francisco de Asís · Upload image                                |
| Nhà thờ Santiago Apóstol (Villafranca Bierzo)   | Di tích Nhà thờ            | Villafranca del Bierzo                | 42°36′14″B 6°48′27″T / 42,603889°B 6,8075°T   | RI-51-0007061       | 07-04-1993           | Iglesia de Santiago · Upload image                                             |
| Nhà thờ San Juan (Villafranca Bierzo)           | Di tích Nhà thờ            | Villafranca del Bierzo                | 42°36′07″B 6°49′09″T / 42,601944°B 6,819167°T | RI-51-0004668       | 09-07-1982           | Iglesia de San Juan · Upload image                                             |

#### Villagatón
| Tên                          | Dạng            | Địa điểm                      | Tọa độ                                        | Số hồ sơ tham khảo? | Ngày nhận danh hiệu? | Hình ảnh                                            |
| ---------------------------- | --------------- | ----------------------------- | --------------------------------------------- | ------------------- | -------------------- | --------------------------------------------------- |
| Tu viện San Juan Montealegre | Di tích Tu viện | Villagatón Montealegre (León) | 42°35′55″B 6°16′58″T / 42,598611°B 6,282778°T | RI-51-0007059       | 28-10-1993           | Monasterio de San Juan de Montalegre · Upload image |

#### Villamanín
| Tên                         | Dạng            | Địa điểm                    | Tọa độ                                        | Số hồ sơ tham khảo? | Ngày nhận danh hiệu? | Hình ảnh                                       |
| --------------------------- | --------------- | --------------------------- | --------------------------------------------- | ------------------- | -------------------- | ---------------------------------------------- |
| Colegiata Santa María Arbas | Di tích Nhà thờ | Villamanín Arbas del Puerto | 42°59′36″B 5°44′40″T / 42,993333°B 5,744444°T | RI-51-0000678       | 03-06-1931           | Iglesia de Santa María de Arbas · Upload image |

#### Villamañán
| Tên     | Dạng            | Địa điểm           | Tọa độ                                        | Số hồ sơ tham khảo? | Ngày nhận danh hiệu? | Hình ảnh                                     |
| ------- | --------------- | ------------------ | --------------------------------------------- | ------------------- | -------------------- | -------------------------------------------- |
| Villacé | Di tích Nhà thờ | Villamañán Villacé | 42°20′35″B 5°35′38″T / 42,343056°B 5,593889°T | RI-51-0011530       | 30-09-2008           | Iglesia parroquial de Villacé · Upload image |

#### Villaquejida
| Tên                                    | Dạng            | Địa điểm     | Tọa độ                                        | Số hồ sơ tham khảo? | Ngày nhận danh hiệu?      | Hình ảnh     |
| -------------------------------------- | --------------- | ------------ | --------------------------------------------- | ------------------- | ------------------------- | ------------ |
| Nhà hoang Santa Colomba (Villaquejida) | Di tích Nhà thờ | Villaquejida | 42°08′45″B 5°35′43″T / 42,145833°B 5,595278°T | RI-51-0000685       | 03-06-1931 (desaparecida) | Upload image |

#### Villaquilambre
| Tên                     | Dạng    | Địa điểm                  | Tọa độ                                        | Số hồ sơ tham khảo? | Ngày nhận danh hiệu? | Hình ảnh                                    |
| ----------------------- | ------- | ------------------------- | --------------------------------------------- | ------------------- | -------------------- | ------------------------------------------- |
| Villa romana Navatejera | Di tích | Villaquilambre Navatejera | 42°37′54″B 5°33′39″T / 42,631667°B 5,560833°T | RI-51-0000666       | 03-06-1931           | Ruinas romanas de Navatejera · Upload image |

#### Villarejo de Órbigo
| Tên                                    | Dạng            | Địa điểm                               | Tọa độ                                        | Số hồ sơ tham khảo? | Ngày nhận danh hiệu? | Hình ảnh                                           |
| -------------------------------------- | --------------- | -------------------------------------- | --------------------------------------------- | ------------------- | -------------------- | -------------------------------------------------- |
| Villoria Órbigo#Arquitectura religiosa | Di tích Nhà thờ | Villarejo de Órbigo Villoria de Órbigo | 42°24′43″B 5°52′44″T / 42,411944°B 5,878889°T | RI-51-0005319       | 17-12-1992           | Iglesia del Convento Premostratense · Upload image |

#### Villasabariego
| Tên             | Dạng        | Địa điểm                         | Tọa độ                                    | Số hồ sơ tham khảo? | Ngày nhận danh hiệu? | Hình ảnh                                |
| --------------- | ----------- | -------------------------------- | ----------------------------------------- | ------------------- | -------------------- | --------------------------------------- |
| Lancia (ciudad) | Khu khảo cổ | Villasabariego và Mansilla Mayor | 42°31′48″B 5°25′52″T / 42,53°B 5,431111°T | RI-55-0000450       | 03-11-1994           | Antigua ciudad de Lancia · Upload image |

#### Villaturiel
| Tên                               | Dạng        | Địa điểm                          | Tọa độ                                        | Số hồ sơ tham khảo? | Ngày nhận danh hiệu? | Hình ảnh                                                  |
| --------------------------------- | ----------- | --------------------------------- | --------------------------------------------- | ------------------- | -------------------- | --------------------------------------------------------- |
| Nhà thờ martirial Marialba Ribera | Khu khảo cổ | Villaturiel Marialba de la Ribera | 42°32′07″B 5°32′37″T / 42,535278°B 5,543611°T | RI-55-0000615       | 27-04-2000           | Iglesia martirial de Marialba de la Ribera · Upload image |